# Socors, sóc un peix!
Socors! Sóc un peix (Títol original: Help! I'm a Fish, títol danès: Hjælp! Jeg er en fisk, títol valencià: Auxili! Sóc un peix) és una pel·lícula d'animació danesa-alemany-irlandesa del 2000 dirigida per Stefan Fjeldmark, Michael Hegner i Greg Manwaring. La pel·lícula es va fer en una coproducció entre A. Film A/S a Dinamarca, Munich Animation a Alemanya i Terraglyph Interactive Studios a Dublín, Irlanda. Ha estat doblada al català per als cinemes l'any 2001, i en valencià per al canal Punt Dos.
La pel·lícula segueix les aventures de un adolescent anomenat Fly, la seva dolça germana Stella i un jove genetista Chuck que, contra les ordres dels seus pares, se'n van a pescar i es beuen una poció a casa d'un científic despistat que els converteix en peixos.

## Argument
La història comença quan els pares de Fly i Stella surten a sopar i deixen Fly, Stella i Chuck a càrrec de la Tieta Anna. Aprofitant que la Tieta es queda adormida, els tres nens se'n van a pescar i descobreixen la casa de la platja del Professor Mac Krell, un excèntric biòleg marí que ha descobert una poció que pot convertir les persones en peixos i el seu corresponent antídot. La situació s'embolica quan Stella beu aquesta poció i es transforma en una estrella de mar que és tirada des de la finestra al mar per Fly. Per tal de trobar-la, Fly i Chuck es beuen també la poció del Professor convertint-se respectivament en un peix volador i una medusa.
Malauradament, l'antídot de la poció ha desaparegut també dintre de l'oceà i, per accident, diversos peixos l'han begut. Així, Joe, un peix pilot, ha esdevingut molt intel·ligent i ha construït el seu propi imperi sota l'aigua. Els seus principals seguidors són un tauró llimona i un cranc. Fly, Stella i Chuck ajudats per un cavallet de mar anomenat Sasha intenten aconseguir l'antídot de Joe però, s'acaben convertint en fugitius de la llei. Al final, l'única solució és buscar ells mateixos els ingredients necessaris per crear el seu propi antídot. Mentrestant, a la casa dels nens, els seus pares han tornat de la seva sortida i estan buscant els seus ara fills marins amb l'ajuda de la Tieta Anna i el Professor.
Joe, Tauró, Cranc i el seu exèrcit però, descobreixen abans els nens. Afortunadament, un huracà marí creat per en Mac Krell amb una barca permet que Fly, Chuck i Stella puguin escapar-se de Joe i tornar a la casa del Professor a través dels canalons d'aigua. Els nens poden beure l'antídot i transformar-se de nou en humans. La pel·lícula acaba amb els nens, els pares i Mac Krell gaudint de l'estiu a la platja prop de la casa del Professor. Sasha, el cavallet de mar que Stella prèviament havia deixat a l'oceà, es retroba amb els nens i es converteix en un preciós cavall gràcies a l'ajuda de Chuck i Mac Krell.

## Repartiment
| Personatge                 | Actor en anglès (original)           | Actor (en danès)                            | Actor (en català)   | Actor (en valencià) |
| -------------------------- | ------------------------------------ | ------------------------------------------- | ------------------- | ------------------- |
| Fly                        | Jeff Pace                            | Sebastien Jessen                            | Núria Trifol        | Marina Vinyals      |
| Fly                        | Morgan Fane (diversos bucles)        | Sebastien Jessen                            | Núria Trifol        | Marina Vinyals      |
| Chuck                      | Aaron Paul                           | Morten Kerrn Nielsen                        | Elisabet Bargalló   | –                   |
| Chuck                      | Alessandro Juliani (diversos bucles) | Morten Kerrn Nielsen                        | Elisabet Bargalló   | –                   |
| Stella                     | Michelle Westerson                   | Pil Neja                                    | Isabel Valls        | –                   |
| Stella                     | Alexandra Jakobsen (diversos bucles) | Alexandra Jakobsen (sons addicionals)       | Isabel Valls        | –                   |
| Stella                     | Alexandra Jakobsen (diversos bucles) | Michelle Westerson (riu, àudio reutilitzat) | Isabel Valls        | –                   |
| Professor Mac Krell        | Terry Jones                          | Søren Sætter-Lassen                         | Jordi Estadella     | –                   |
| Joe                        | Alan Rickman                         | Nis Bank-Mikkelsen                          | Constantino Romero  | –                   |
| Tauró                      | David Bateson                        | Dick Kaysø                                  | Alberto Trifol      | –                   |
| Cranc                      | David Bateson                        | Ulf Pilgaard                                | Joan Carles Gustems | –                   |
| Bill, pare de Fly i Stella | John Payne                           | Peter Gantzler                              | Oriol Rafel         | –                   |
| Lisa, mare de Fly i Stella | Teryl Rothery                        | Paprika Steen                               | Sílvia Vilarrasa    | –                   |
| Tieta Anna                 | Pauline Newstone                     | Ghita Nørby                                 | Rosa Pastó          | –                   |